# منظمة العمل العربية
منظمة العمل العربية (بالإنجليزية: Arab Labor Organization) إحدى المنظمات المتخصصة العاملة في نطاق جامعة الدول العربية، أول منظمة عربية متخصصة تعنى بشئون العمل والعمال على الصعيد القومي.

## النشأة
في 12 يناير عام 1965م، وافق المؤتمر الأول لوزراء العمل والشؤون الاجتماعية العرب، الذي عقد في بغداد، على الميثاق العربي للعمل، وعلى مشروع دستور منظمة العمل العربية بإنشاء منظمة العمل العربية كمنظمة متخصصة في شؤون العمل والعمال، كما وافق مجلس جامعة الدول العربية في دور انعقاده الثالث والأربعين بموجب قراره رقم 2102 بتاريخ 21 يناير عام 1965م على الميثاق العربي للعمل ودستور منظمة العمل العربية.
في 8 يناير عام 1970، أصدر المؤتمر الخامس لوزراء العمل العرب، الذي عقد في القاهرة، قراراً بإعلان قيام منظمة العمل العربية بعد اكتمال العدد اللازم من تصديقات الدول الأعضاء على الميثاق العربي للعمل ودستور المنظمة، وجاء قرار إعلان قيام المنظمة استجابةً للتوجه القومي متطلعاً لتحقيق الوحدة في مختلف المجالات وباشرت العمل بتاريخ 15 سبتمبر عام 1972م.

## العضوية
تضم منظمة العمل العربية في عضويتها جميع الدول العربية، وتنفرد – دون سائر المنظمات العربية المتخصصة – بتطبيق نظام التمثيل الثلاثي الذي يقوم على أساس اشتراك الحكومات وأصحاب الأعمال والعمال في كل نشاطات المنظمة وأجهزتها الدستورية والنظامية، إيماناً بأهمية تكاتف أطـراف الإنتاج في الوطن العربي، كضرورة ودعامة أساسية للوحدة العربية، واعترافاً بأن التعاون في ميدان العمل هو أفضل ضمان لحقوق الإنسان العربي في حياة حرة كريمة، أساسها العدالة الاجتماعية، وسبيلها التعاون الفعال لتطوير المجتمع العربي وتنميته على أسس متينة وسليمة
| #  | الدولة                                  | تاريخ الانضمام |
| -- | --------------------------------------- | -------------- |
| 1  | المملكة الأردنية الهاشمية               | 1969           |
| 2  | الإمارات العربية المتحدة                | 1972           |
| 3  | مملكة البحرين                           | 1977           |
| 4  | الجمهورية التونسية                      | 1973           |
| 5  | الجمهورية الجزائرية الديمقراطية الشعبية | 1971           |
| 6  | جمهورية جيبوتي                          | 1978           |
| 7  | المملكة العربية السعودية                | 1976           |
| 8  | جمهورية السودان                         | 1966           |
| 9  | الجمهورية العربية السورية               | 1965           |
| 10 | جمهورية الصومال                         | 1974           |
| 11 | جمهورية العراق                          | 1965           |
| 12 | سلطنة عُمان                              | 1983           |
| 13 | دولة فلسطين                             | 1972           |
| 14 | دولة قطر                                | 1972           |
| 15 | دولة الكويت                             | 1968           |
| 16 | الجمهورية اللبنانية                     | 1971           |
| 17 | دولة ليبيا                              | 1970           |
| 18 | جمهورية مصر العربية                     | 1966           |
| 19 | المملكة المغربية                        | 1973           |
| 20 | الجمهورية الإسلامية الموريتانية         | 1974           |
| 21 | الجمهورية اليمنية                       | 1968           |

## الأهداف
لمنظمة العمل العربية عدة أهداف منها:
- أولاً / تنسيق الجهود في ميدان العمل والعمال على المستويين العربي والدولي
- ثانياً / تنمية وصيانة الحقوق والحريات النقابية
- ثالثاً / تقديم المعونة الفنية في ميادين العمل إلى أطراف الإنتاج الثلاثة في الدول الأعضاء
- رابعاً / تطوير تشريعات العمل في الدول الأعضاء والعمل على توحيدها
- خامساً / تحسين ظروف وشروط العمل في الدول الأعضاء بما يحقق :
  1. تأمين وسائل السلامة والصحة المهنية وضمان بيئة عمل ملائمة
  2. توسيع قاعدة التأمينات الاجتماعية لتشمل الفئات العمالية في مختلف الأنشطة الاقتصادية وشمول كافة فروع التأمينات للوصول إلى الضمان الاجتماعي الشامل
  3. توفير الخدمات الاجتماعية للعمال وتحسين مستواها
  4. تقنين الحد الأدنى للأجور وضمان أجر للعامل يتناسب مع المتغيرات الاقتصادية والاجتماعية
  5. تنمية علاقات العمل
  6. توفير الحماية اللازمة للمرأة العاملة والأحداث
- سادساً / تنمية الموارد البشرية العربية للاستفادة من طاقاتها الكاملة في التنمية الاقتصادية والاجتماعية، وذلك من خلال:
  1. تخطيط القوى العاملة
  2. تطوير الاستخدام ومكافحة البطالة بجميع أشكالها
  3. تهيئة فرص العمل للمرأة بما يتناسب وقدراتها وظروفها
  4. تيسير تنقل القوى العاملة العربية داخل الوطن العربي، ومساواتها بالعمال الوطنيين في الحقوق والواجبات، والعمل على إحلالها محل الأيدي العاملة الأجنبية
  5. الاهتمام بأوضاع العمال العرب المهاجرين، والدفاع عن حقوقهم، والحفاظ على هويتهم الثقافية وانتمائهم القومي، والعمل على تحفيزهم للعودة إلى الوطن العربي للمساهمة في التنمية والبناء

- سابعاً / تنمية القوى العاملة العربية ورفع كفاءتها الإنتاجية وذلك عن طريق :
  1. تطوير إدارات العمل، ودعم أجهزة منظمات العمال وأصحاب الأعمال
  2. توسيع قاعدة التدريب المهني، وتطوير أساليبه وبرامجه
  3. نشر الثقافة العمالية المستمدة من خصائص المجتمع العربي
  4. التأهيل المهني للمعاقين، وكفالة فرص العمل المناسبة لهم
- ثامناً / إعداد دليل، ووضع أسس التصنيف والتوصيف المهني
- تاسعاً / تعريب مصطلحات العمل والتدريب المهني

## الإنجازات
للمنظمة عدة إنجازات منها:

### تشريعات العمل
- النهوض بتشريعات العمل والضمان الاجتماعى من خلال إصدار 19 اتفاقية عمل عربية و9 توصيات، بلغ حجم التصديق عليها 122 تصديقا حتى الآن. [3]
- إصدار موسوعة تشريعات العمل العربية، وموسوعة التأمينات الاجتماعية في الدول العربية، وموسوعة الصحة والسلامة المهنية.

### الإستراتيجيات[4]
- إصدار الإستراتيجية العربية للتأمينات الاجتماعية - 1999.
- إصدار الإستراتيجية العربية لتنمية القوى العاملة والتشغيل - 2003.
- إصدار الإستراتيجية العربية للإعلام والإتصال في مجال التنمية الاقتصادية والاجتماعية وقضايا العمل - 2003.
- إصدار الإستراتيجية العربية للحد من عمل الأطفال - 2010.
- إصدار الإستراتيجية العربية للتدريب والتعليم التقني والمهني - 2010.

### إصدار الإعلانات
- إعلان تيسير تنقل الأيدى العاملة بين الدول العربية.
- إصدار دليل التصنيف المهنى في الدول العربية.

### نشر المعلومات
- إنشاء مركز للتوثيق والمعلومات ليكون نواة لبنك معلومات أسواق العمل العربية.

### إعداد القادة
- إعداد المئات من القيادات النقابية العمالية المدربة والمزودة بالعلم والمعرفة من خلال دورات مستمرة في الثقافة العمالية.

### الأنشطة
- عقد آلاف الندوات والحلقات النقاشية والدورات التدريبية على المستويين القومي والقُطري في مختلف قضايا العمل وبمشاركة ممثلى أطراف الإنتاج الثلاثة لتعزيز الحوار الاجتماعى والتفاهم المشترك.
- عقد ثلاث مؤتمرات حول بيئة العمل لتأكيد الاهتمام بالصحة والسلامة المهنية داخل أماكن العمل.
- تطوير إدارات العمل والنهوض بوسائل وأساليب التفتيش العمالي ومكاتب التشغيل في الدول العربية.
- إعداد المدربين المهنيين ورفع كفاءتهم من خلال مركز متخصص معني بذلك تابع للمنظمة.
- إصدار مئات الدراسات في مختلف قضايا العمل وآثار الخصخصة والعولمة على أسواق العمل العربية.

## الهيئات الدستورية
- المؤتمر العام - السلطة العليا في المنظمة
- مجلس الإدارة - صاحب الصلاحية الأولى في المنظمة بعد المؤتمر العام
- مكتب العمل العربي - السكرتارية الدائمة للمنظمة

## اللجان الدستورية
- لجنة الخبراء القانونيين - نظام العمل

مهمتها دراسة جميع التشريعات والتقارير التي تلتزم الدول الأعضاء بتقديمها حول تطبيق اتفاقيات وتوصيات العمل العربية
- لجنة الحريات النقابية - نظام العمل

تعمل على تنمية وصيانة الحقوق والحريات النقابية في الوطن العربي
- لجنة شئون عمل المرأة - نظام العمل

تختص بتنمية عمل المرأة وحمايتها وتنشيط مشاركتها في المجالات الاقتصادية والاجتماعية على الصعيدين القومي والقطري
- هيئة الرقابة المالية - نظام العمل

تختص بمراجعة حسابات المنظمة ومراقبتها والتأكد من الإجراءات المالية

## الشركاء التنفيذيون[5]
على مدار العقود الخمس الأخيرة تسعى منظمة العمل العربية من خلال إداراتها المتعاقبة على تفعيل التعاون مع العديد من المنظمات العربية والإقليمية والدولية ذات الأهداف المشتركة من خلال إبرام المزيد من بروتوكولات التعاون ومذكرات التفاهم حيث تبحث المنظمة من خلال خطتها السنوية تنفيذ العديد من أنشطتها وبرامجها بالتعاون مع هذه الجهات، كما تتطلع المنظمة إلى إبرام المزيد من هذه الإتفاقيات والبرامج الثنائية مع الجهات الدولية الأخرى التي لم يسبق لها التعاون معها.
| - المعهد الأوروبي الأردني لتطوير الأعمال ( إيجابي ) - اتحاد الغرف العربية - البرلمان العربي - البنك الإسلامي للتنمية - الجمعية الدولية للضمان الإجتماعي - الصندوق العربي للمعونة الفنية للدول الإفريقية - المنظمة العربية للتنمية الإدارية - الغرفة الإسلامية للتجارة والصناعة والزراعة - الاتحاد الدولي لنقابات العمال العرب - الاتحاد التعاوني العربي - اللجنة الاقتصادية والاجتماعية لغربي آسيا ( الأسكوا ) - المنظمة العربية للتنمية الصناعية والتعدين - المشروع الألماني الإقليمي - المصرف العربي للتنمية الاقتصادية في افريقيا - المجلس العربي للطفولة والتنمية - المعهد العربي للتخطيط بالكويت | - المكتب التنفيذي لمجلس وزراء العمل والشئون الاجتماعية بدول مجلس التعاون لدول الخليج العربية - الأكاديمية العربية للعلوم والتكنولوجيا والنقل البحري - المنظمة الدولية للهجرة - برنامج الأمم المتحدة الإنمائي - برنامج الخليج العربي للتنمية ( أجفند ) - مجلس الوحدة الإقتصادية العربية - منظمة الوحدة النقابية الإفريقية - جامعة الدول العربية ( قطاعات الشئون الإقتصادية والإجتماعية ) - صندوق الأمم المتحدة الإنمائي للمرأة - صندوق تنمية الموارد البشرية ( هدف ) - منظمة المرأة العربية - منظمة أصحاب الأعمال الدولية - منظمة العمل الدولية - منظمة الصحة العالمية ( المكتب الاقليمي لشرق المتوسط ) - مجلس سيدات الأعمال العرب |

## المدراء العامون[6]
| 2015 - 2023 | السيد/ فايز علي المطيري الجنسية: الكويت تم إنتخاب السيد "فايز على المطيري" مديرا عاماً لمكتب العمل العربى في الدور العادية الثانية والأربعين في الكويت (إبريل 2015 ) وفقا لأحكام الفقرة ( 4 ) من المادة السادسة من الدستور ولمدة أربع سنوات. تمت إعادة إنتخاب السيد "فايز علي المطيري" مديراً عاماً لمكتب العمل العربى في الدورة العادية السادسة والاربعين في القاهرة (ابريل 2019) لفترة ولاية ثانية مدتها أربع سنوات تنتهى في مارس 2023. |
| 2007 - 2015 | السيد/ أحمد لقمان الجنسية: اليمن تم انتخاب السيد "أحمد محمد لقمان" مديراً عاماً لمكتب العمل العربى في الدورة العادية الخامسة والثلاثين في شرم الشيخ ( مارس 2008) وفقاً لأحكام الفقرة (4) من المادة السادسة من الدستور، ولمدة أربع سنوات تنتهى في مارس2011. تمت إعادة إنتخاب السيد "أحمد محمد لقمان" مديراً عاماً لمكتب العمل العربى في الدورة العادية الثامنة والثلاثين في القاهرة (مارس 2011) لفترة ولاية ثانية مدتها أربع سنوات تنتهى في مارس 2015. |
| 1999 - 2007 | الدكتور/ إبراهيم قويدر الجنسية: ليبيا تم انتخاب السيد "إبراهيم قويدر" مديراً عاماً لمكتب العمل العربى في الدورة العادية السادسة والعشرين في القاهرة(مارس 1999) وفقاً لأحكام الفقرة (4) من المادة السادسة من الدستور، ولمدة أربع سنوات تنتهى في مارس/آذار 2004. تمت إعادة إنتخاب السيد "إبراهيم قويدر" مديراً عاماً لمكتب العمل العربى في الدورة العادية الثلاثين في تونس (مارس 2004) لفترة ولاية ثانية مدتها أربع سنوات تنتهى في مارس/آذار 2007. |
| 1990 - 1999 | السيد/ بكر رسول الجنسية: العراق تم انتخاب السيد "بكر محمود رسول" مديراً عاماً لمكتب العمل العربى في الدورة العادية الثامنة عشر في القاهرة (مارس 1990) وفقاً لأحكام الفقرة (4) من المادة السادسة من الدستور، ولمدة خمس سنوات تنتهى في مارس/آذار 1995. تمت إعادة إنتخاب السيد "بكر محمود رسول" مديراً عاماً لمكتب العمل العربى في الدورة العادية الثانية والعشرين بالإسكندرية (مارس 1995) لفترة ولاية ثانية مدتها خمس سنوات تنتهى في مارس 2000 علماً بأنه تم إنتهاء فترة ولايته في عام 1999 نظرا لتعديل فترة ولاية مدير عام مكتب العمل العربى في الدورة الخامسة والعشرين في عام 1998وفقاً لنص قرار (1058) الصادر عن هذه الدورة. |
| 1980 - 1990 | السيد/الهاشمي البناني الجنسية: المغرب تم انتخاب السيد "الهاشمى البناني" مديراً عاماً لمكتب العمل العربى في الدورة العادية الثامنة في بغداد (مارس، 1980) وفقاً لأحكام الفقرة (4) من المادة السادسة من الدستور، ولمدة خمس سنوات تنتهى في مارس 1985. تمت إعادة إنتخاب السيد الهاشمى البنانى مديراً عاماً لمكتب العمل العربى في الدورة العادية الثالثة عشرة(بغداد، مارس 1985) لفترة ولاية ثانية مدتها خمس سنوات تنتهى في مارس 1990. |
| 1972 - 1980 | دكتور/ طيب الحضيري الجنسية: الجزائر تم انتخاب السيد طيب الحضيرى كأول مدير عام لمكتب العمل العربى في دورته الإستئنائية في سبتمبر 1972 في جمهورية مصر العربية ولمدة خمس سنوات وفقاً لأحكام المادة السادسة من دستور منظمة العمل العربية، وتمت إعادة انتخاب السيد طيب الحضيرى مديراً عاماً لمكتب العمل العربى في الدورة العادية السادسة لمؤتمر العمل العربى في الإسكندرية( مارس1977)،وقدم استقالته من منصبه في الدورة العادية الثامنة للمؤتمر في بغداد (مارس 1980) اعتباراً من 1 يناير 1980 ووافق عليها المؤتمر. |

## وصلات خارجية
- الموقع الرسمي للمنظمة
- معلومات المنظمة على موقع جامعة الدول العربية
- القناة الرسمية لمنظمة العمل العربية على اليوتيوب YouTube
- الصفحة الرسمية لمنظمة العمل العربية على منصة فليكر Flickr